# Juan Antonio Zubikarai
Juan Antonio Zubikarai Erkiaga, también conocido como Juan Antón Zubikarai o Antton Zubikarai (Ondarroa, 1945-Bilbao, 1 de octubre de 2015) fue un periodista y crítico musical español.

## Biografía
Aunque ingresó en el seminario de Derio, lo abandonó para estudiar periodismo en Pamplona. Después se trasladó a Madrid donde trabajó como periodista y se formó musicalmente. Regresó al País Vasco en 1977 fijando su residencia en Bilbao. Allí fue profesor en el Centro de Estudios Musicales «Juan de Antxieta» y se incorporó como periodista al diario Deia. También publicó artículos, ensayos y reseñas sobre música para otras publicaciones y en los programas de la Asociación Bilbaína de Amigos de la Opera o de la Quincena Musical de San Sebastián.
Académico correspondiente de la Real Academia de Bellas Artes de San Fernando, fue autor de varios libros como Bilbao. Música y músicos, con prólogo de José Antonio Arana Martija, Aureliano Valle: el cruce de puentes de la música en Bilbao y Opera Amaya, y colaboró en otros entre los que se reseña la reedición de la Revista Musical (1909-1913) en seis tomos. Suya es la letra del himno del Athletic Club de Bilbao estrenada en 1983.